# Биец, Сергей Николаевич
Серге́й Никола́евич Би́ец (17 июня 1968, Москва — 24 марта 2019, там же) — российский политический деятель левого толка, редактор газеты «Рабочая демократия», основатель и лидер Революционной рабочей партии (РРП), в 2014—2015 гг. секретарь ЦК Объединённой коммунистической партии (ОКП), участник обороны Белого дома в сентябре-октябре 1993 года, троцкист.

## Биография
Окончил химико-технологический техникум. В 1990-х и 2000-х годах работал верстальщиком в типографии. Политическую карьеру начал в партии Демократический союз, где входил во фракцию коммунистов-демократов. Будучи членом ДС, в 1989—1990 годах издавал газету «Призрак коммунизма».
В 1990 году создал «Союз коммунаров», в который входили так называемые «неавторитарные» левые, как марксисты, так и анархисты, но вскоре произошёл раскол. Марксистская часть «Союза» в конце 1990 года была переименована в Комитет за рабочую демократию и международный социализм (КРДМС). С того же времени Биец стал редактором газеты «Рабочая демократия». В 1991—1993 годах — член Комитета за рабочий интернационал, из которого был исключён во время раскола КРДМС.
В сентябре-октябре 1993 года — активный участник обороны Белого дома.
С 1999 года — лидер РРП (переименованной из КРДМС). В 1998—2002 годах — член Международной марксистской тенденции, из которой был исключён во время раскола РРП.
В 2005 году — один из организаторов ряда забастовок среди рабочих строительной компании «Дон-Строй».
В 2011—2013 годах вместе с РРП — участник протестов на Болотной площади.
В 2014—2015 годах — секретарь ЦК Объединённой коммунистической партии по работе с профсоюзами и трудовыми коллективами, член президиума ЦК, вышел со сторонниками из партии в ходе раскола.
Скончался утром 24 марта 2019 г. вследствие резко развившегося онкологического заболевания. После кремации урна с прахом была захоронена на участке Н101 Южного Долгопрудненского кладбища в могиле родителей.
Осталось трое детей после трёх браков.
Следуя Троцкому, полагал СССР «деформированным рабочим государством».